# Martin Rümelin
Johann Martin Rümelin (* 1. Februar 1586 in Tübingen; † 22. September 1626 ebenda) war ein württembergischer Rechtswissenschaftler, Professor an der Eberhard Karls Universität in Tübingen und Bibliothekar.

## Leben
Johann Martin Rümelin wurde als dritter Sohn des Hofgerichtsadvokaten und Prokurators Martin Rümelin (* um 1552 in Ebingen, † 1597 in Tübingen) und dessen Ehefrau Margarete geb. Epp (* um 1549, † 1612 in Tübingen) geboren.
Er immatrikulierte sich an der Eberhard Karls Universität Tübingen am 25. Mai 1601, gemeinsam mit seinem älteren Bruder Johann Burckhard Rümelin. Im Jahr 1608 wechselte er an die Universität Jena. Zurück in Tübingen wurde er am 19. September 1615 zum Doctor iuris utriusque promoviert.
Rümelin wurde danach Sprachenprofessor an der Universität Tübingen. Er unterrichtete Griechisch und eine zweite Sprache. Ob diese zweite Sprache Latein oder Hebräisch war, ist nicht ganz klar.
Zusätzlich, von 1617 bis zu seinem Tod im Jahr 1626, bekleidete er das Amt des Tübinger Universitätsbibliothekars.
Am 13. Oktober 1615 schloss Martin Rümelin die Ehe mit Maria Harpprecht (* 7. August 1599 in Tübingen, † 31. Juli 1665), einer Tochter des Rechtsprofessors Johannes Christoph Harpprecht. Aus der Ehe gingen vier Töchter und ein Sohn hervor. Einer seiner bedeutenden Nachfahren ist der Tübinger Historiker Carl Friedrich Haug.